# Fraternal Order of Eagles
Fraternal Order of Eagles, o FOE (en español: Orden Fraternal de las Águilas ), es una organización fraternal sin ánimo de lucro. La organización ofrece más de 10 millones de dólares al año a las comunidades locales y varias organizaciones benéficas ayudando además a varias organizaciones benéficas a través de su fundación caritativa. La orden cuenta con cerca de 800.000 miembros y más de 500 sedes en varias localidades de Estados Unidos y Canadá. Su lema es: "People helping people", que en español quiere decir: "Gente ayudando a gente".

## Historia y símbolos
La orden fue fundada en febrero de 1898 por seis propietarios de teatros reunidos en los astilleros de Seattle. El símbolo de la orden es el águila calva, también conocida como "águila americana". La rama auxiliar femenina de la orden, fue fundada en 1927. Sus lugares de reunión, se llaman "Aerie".

## Ejemplos de ayuda
Desde el año 1898, la orden ha trabajado para establecer un legado filantrópico, siendo la primera organización que hizo un donativo de un millón de dólares al hospital para niños St. Jude's Children's Research Hospital. La orden ha hecho también donativos para ayudar al laboratorio cardiovascular Truman y a la fundación de investigación médica Sutton. Donó 25 millones de dólares al centro de investigación de la diabetes de la Universidad de Iowa.